# Mar
A mar a négylábú gerinces állatoknál az első hátcsigolyák tövisnyúlványai és a lapocka holdasporca által alapozott izomrész, amely a nyak és a gerinc találkozási pontjától (lónál: baltavágástól) kiindulva, domború profilvonalú kezdeti része a hátvonalnak. E domborulat legmagasabb pontjának a talajtól függőlegesen mért távolsága a marmagasság, az  állati testméret legfontosabb adata, ugyanis a marmagasság százalékában kifejezett hosszúsági, szélességi és körméretek a test arányairól nyújtanak tájékoztatást. A marmagasság olyan nagyobb állatoknál használatos, mint a lovak, kutyák, vagy szarvasmarhák.

## Jellemző marmagasságok

### A lónál
A leggyakrabban használt méret a marmagasság, amit bottal vagy szalaggal mérhetünk. A mar (az állat hátán a lapocka fölött kidomborodó rész) magasságának lemérésével adhatjuk meg legmegfelelőbben a ló tényleges magasságát, hiszen a marmagasság a lehajtott és felemelt fejű lónál is ugyanakkora, míg az ennél magasabban található testrészek (fej, nyak) helyzete szinte folyamatosan változik. Fajtától függően 140 és 220 cm között lehet. A lovak magasságát angolszász országokban tenyérben és hüvelykben adják meg, a „tenyér” körülbelül a deciméternek felel meg. Pontos mérete 101,6 mm.
A kisebb hátaslovak marmagassága 142–163 cm, testsúlyuk 380–550 kg.
A nagyobb hátaslovak marmagassága 157–173 cm, testsúlyuk 500–600 kg. A még nehezebb kocsilovak marmagassága 163–183 cm, testsúlyuk 700–1000 kg.

### A kutyánál
A kutyák nagyon változatos fajtákban és méretben fordulnak elő: vannak mini ebek, avagy ölebek, ezek marmagassága 10–20 cm körüli, súlyuk 3 kg vagy kevesebb; vannak kis termetűek, ezek marmagassága 23–38 cm, súlyuk 4,5–11,5 kg; vannak középtermetűek, ezek marmagassága 38–68,5 cm, súlyuk 11,5–30 kg; vannak nagy termetűek, ezek marmagassága 53,5–70 cm, súlyuk 30–45 kg; és vannak óriástermetűek is, ezek marmagassága 68,5–86,5 cm vagy efölötti, súlyuk 50 kg vagy több.

### A szimmentáli tehénnél
Marmagassága 138–142 cm.